# Mesorhaga lacrymans
Mesorhaga lacrymans är en tvåvingeart som beskrevs av Octave Parent 1928. Mesorhaga lacrymans ingår i släktet Mesorhaga och familjen styltflugor.
Artens utbredningsområde är Costa Rica. Inga underarter finns listade i Catalogue of Life.